# Flavius Apion III.
Flavius Apion (III.) († um 620) war ein spätrömischer Magnat und Patricius. 
Flavius Apion stammte aus der wohlhabenden und einflussreichen Familie der Apionen aus Ägypten. Er taucht in den Quellen, vor allem den Papyri aus dem Archiv der Apionen in Oxyrhynchos, 593 das erste Mal auf und fungierte wohl als Oberhaupt der Familie. Seine Mutter hieß Flavia Praeiecta, er selbst war einer der Erben von Flavius Apion II.
Er taucht in zwei Briefen Papst Gregors auf und bekleidete das Consulat ehrenhalber. Von Kaiser Phokas wurde er mit dem Titel eines Patricius ausgezeichnet. Mit der Invasion Ägyptens durch die Sassaniden verlieren sich aber die Spuren der Familie. Vielleicht zogen sie sich nach Konstantinopel zurück.